# Jean-Marie Pardessus
Jean-Marie Pardessus (11 août 1772, Blois - 27 mai 1853, Vineuil) est un magistrat, juriste et homme politique français.

## Biographie
Fils de Jean-Thomas Pardessus, avocat au parlement et au conseil supérieur de Blois, et de Catherine Bergevin, et d'une famille attachée à l'ancienne monarchie, Jean-Marie Pardessus a, en 1793, son frère fusillé en Vendée et son père emprisonné à Orléans.
Défenseur officieux dans sa ville natale, à Blois, pour le compte de prêtres insermentés et d’émigrés, il plaide, en l'an IX, pour l'un des accusés dans l'affaire Clément de Ris.
Juge à la cour criminelle de Loir-et-Cher, maire de Blois en 1806 à la suite son oncle Louis-Athanase, il est élu, le 18 février 1807, par le Sénat conservateur, député de ce département au Corps législatif, où il prend part aux délibérations juridiques. Après sa réussite au concours d'agrégation, il est nommé, le 24 août 1810, professeur de droit commercial à la faculté de Paris occupant la chaire qui vient d'être créée.
Ayant adhéré au retour des Bourbons, il devient, le 22 août 1815, député du grand collège du Loir-et-Cher et siége à droite, tout en conservant une certaine indépendance: « Les électeurs de mon département m'ont dit : Servez le roi. Ils ne m'en ont pas dit autant du ministère. » 
Membre de la commission de la caisse d'amortissement le 8 mai 1816 et conseiller à la Cour de cassation en 1821, il rentre au parlement, le 13 novembre 1820, comme député du grand collège du Loir-et-Cher contre M. de La Géraudière. Il est réélu successivement, par le grand collège des Bouches-du-Rhône, le 6 mars 1824, le 24 novembre 1827 et le 3 juillet 1830.
De 1818 à 1820, il édite les Œuvres d'Henri François d'Aguesseau en 16 volumes in octavo.
À partir de 1820, il fait partie de la commission des souscripteurs pour l'acquisition du Château et du Domaine de Chambord qui fut offert à Henri V, petit-fils de Charles X.
Pardessus continue de siéger à droite, et finit par se ranger parmi les membres les plus intransigeants de la Chambre.
Ayant refusé, en 1830, de prêter serment au nouveau gouvernement par fidélité aux Bourbons, il est destitué de ses fonctions de professeur et de conseiller à la Cour de cassation. Il s'occupe alors, à titre privé, de travaux de législation et d'histoire.
Il est membre de l'Académie des inscriptions et belles-lettres depuis 1828.
Il est enterré au cimetière du Père-Lachaise (51e division).

## Publications

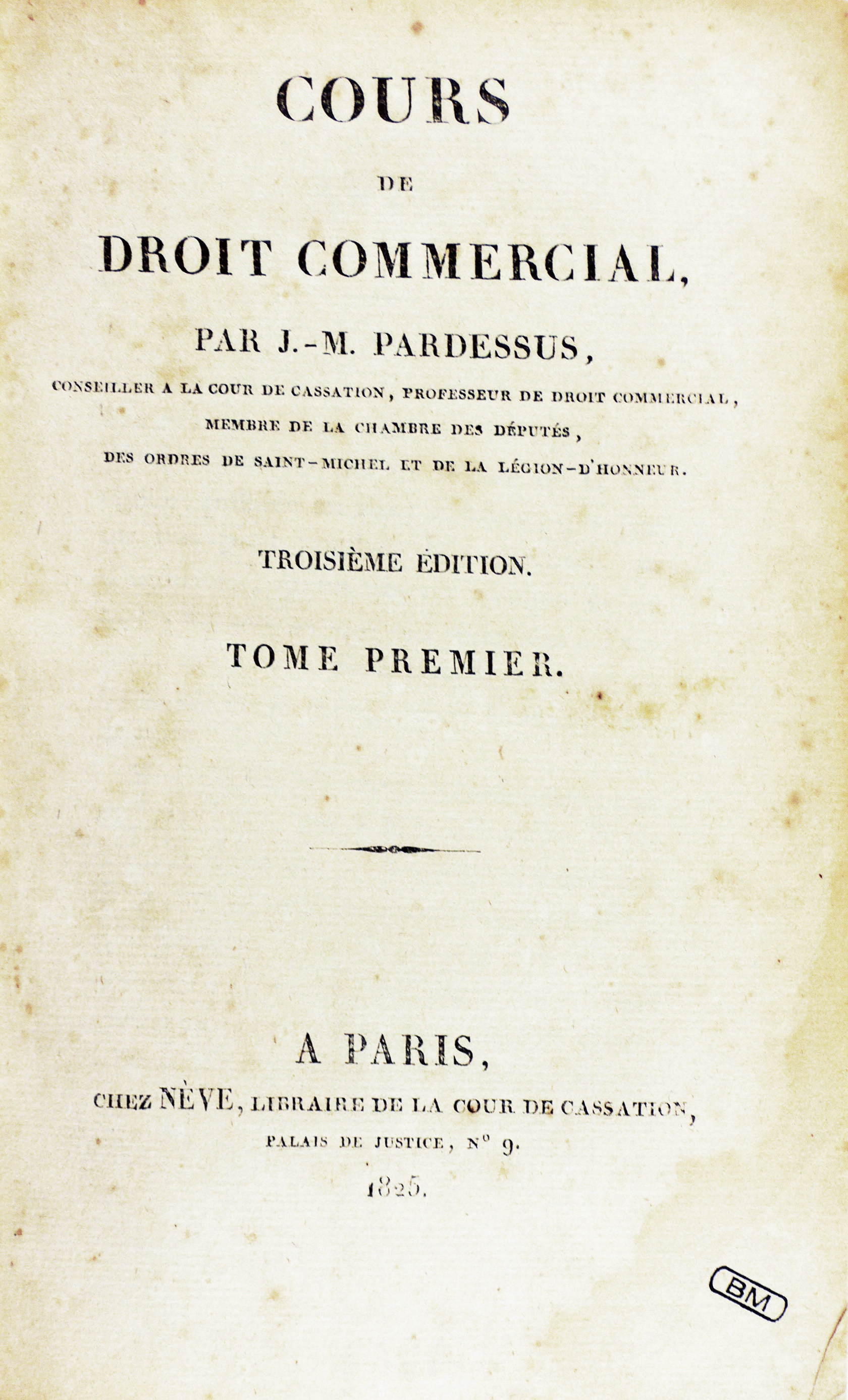
Cours de droit commercial, 1825.

- Traité des servitudes (Blois, 1806)
- Traité du contrat et des lettres de change (Paris, 1809, 2 volumes)
- Cours de droit commercial (1813-1817, 4 volumes)
- Collection des lois maritimes antérieures au dix-huitième siècle (1828-1845, 6 volumes). Sur Gallica : t. 1 ; t. 2 ;  t. 3 ;  t. 4 ;  t. 5 ;  t. 6.
- Tableau du commerce antérieurement à la découverte de l'Amérique (1834)
- Sur l'origine, du droit coutumier en France (1839)
- Us et coutumes de la mer (1847, 2 volumes). Sur Gallica : t. 1 ; t. 2 ( reproduit et complète les quatorze premiers chapitres de la Collection des lois maritimes antérieures au dix-huitième siècle).
- Les diplômes mérovingiens (Tomes 1 et II, 1843-1846)
- Tomes IV, V et VI de la Table chronologique des Chartes et diplômes
- Tome XXI des Ordonnances des rois de France, une bonne édition de la Loi salique (1843)

### Sources
- « Jean-Marie Pardessus », dans Adolphe Robert et Gaston Cougny, Dictionnaire des parlementaires français, Edgar Bourloton, 1889-1891 [détail de l’édition]
- Georges Prévot-Leygonie, Barreau de Poitiers. Éloge de Jean-Marie Pardessus. Discours prononcé à la séance solennelle de rentrée des conférences des avocats stagiaires, le 14 janvier 1882, 1882 (lire en ligne)
- Jean Hilaire, « Pardessus Jean-Marie », dans Patrick Arabeyre, Jean-Louis Halpérin et Jacques Krynen (dir.), Dictionnaire historique des juristes français (XIIe – XXe siècle, Paris, Presses universitaires de France, coll. « Quadrige », 2007 (ISBN 978-2-13-056495-9), p. 609-610.
- Jean Hilaire, Deperchin (Annie), Derasse (Nicolas), Dubois (Bruno) (dir.), « Pratique et doctrine au début du XIXe siècle. L’œuvre de Jean-Marie Pardessus (1772-1853) », Mélanges, Lille, Centre d'histoire judiciaire « Figures de justice. Études en l'honneur de Jean-Pierre Royer »,‎ 2004, p. 287-294
- Victor Simon, « La place du comparatisme dans l’œuvre de Jean‑Marie Pardessus », dans Les fondements historiques du droit européen des affaires, Presses de l’Université Toulouse 1 Capitole, coll. « Études d’histoire du droit et des idées politiques », 30 mai 2022 (ISBN 978-2-37928-114-3, lire en ligne), p. 209–222